# Scienze cognitive

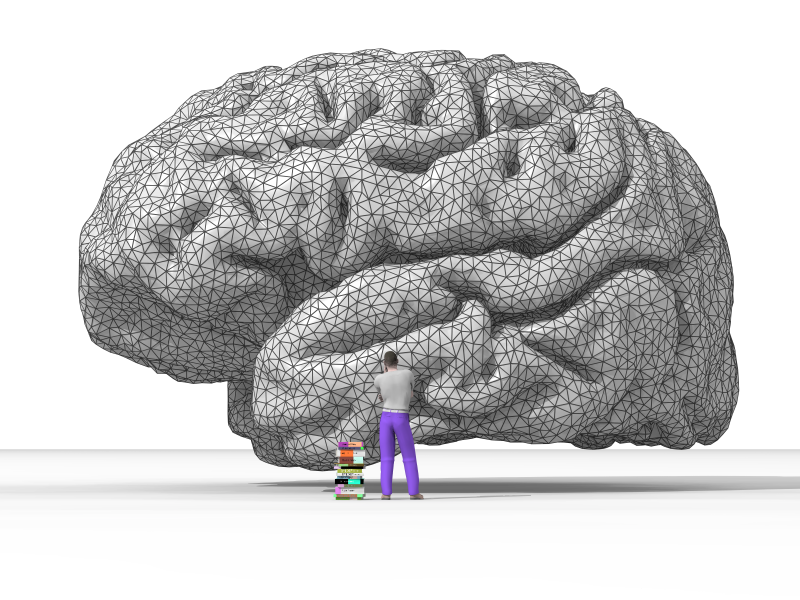
Una rappresentazione del cervello umano

Con il termine scienze cognitive si definisce l'insieme di discipline che hanno come oggetto di studio scientifico e filosofico la cognizione di un sistema pensante, sia esso naturale o artificiale, e che pur operando in campi differenti coniugano i risultati delle loro ricerche al fine ultimo di giungere alla comprensione del funzionamento cognitivo. Ovvero di quell'insieme di facoltà mentali coinvolte nei processi di acquisizione, elaborazione, immagazzinamento e manipolazione delle informazioni (attenzione, percezione, apprendimento, memoria, pensiero ecc.).
Secondo William Bechtel, le scienze cognitive "sono lo studio interdisciplinare dei sistemi intelligenti - naturali e artificiali - che si avvale di contributi di discipline come la linguistica, la psicologia, l'intelligenza artificiale".
Tra le discipline incluse nelle scienze cognitive è possibile distinguere la psicologia cognitiva, la neurofisiologia, la neuroscienza cognitiva, l'intelligenza artificiale (IA), la linguistica cognitiva, la filosofia della mente, nonché l'informatica (coinvolta soprattutto nella formazione di modelli simulativi come le reti neurali). Ad ogni modo la scienze cognitive possono anche coinvolgere l'antropologia, la genetica, l'etologia, l'economia (si pensi alla teoria dei giochi), la scienza cognitiva della matematica e persino l'arte.
In ogni caso ciò che qualifica principalmente le scienze cognitive sin dal loro nascere, al MIT di Boston nel 1956, è il loro carattere tipicamente multidisciplinare, in grado di coniugare discipline anche molto differenti tra loro, al fine di giungere alla comprensione del funzionamento cognitivo.

## Multidisciplinarità
Un'interessante esemplificazione grafica della complessità delle scienze cognitive si ha nel loro "esagramma":

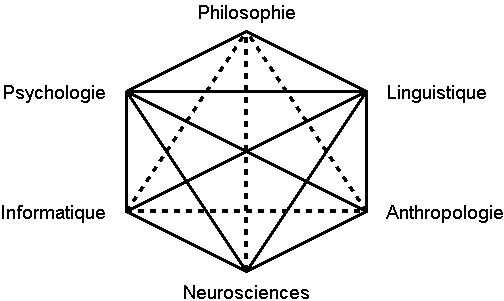
Le discipline scientifiche che costituiscono le "scienze cognitive" e i loro rapporti interdisciplinari. I tratti pieni rappresentano le discipline tra le quali esistevano già dei collegamenti scientifici prima della nascita delle scienze cognitive; quelli tratteggiati le discipline i cui relativi collegamenti si sono sviluppati come conseguenza

Le scienze cognitive in generale si occupano delle modalità di formazione del pensiero, dell'emozione, dell'immaginazione, dell'intellezione e della creatività. Quest'ultimo aspetto è messo in evidenza da Paolo Legrenzi, che guarda soprattutto alle capacità di un homo "faber" piuttosto che "cogitans". Egli scrive infatti: «Le Scienze cognitive sono il campo di studio di tutto ciò che ha a che fare con le capacità creative dell'uomo e con gli artefatti da lui creati.».
Si deve sottolineare che le scienze cognitive, essendo multidisciplinari, sfruttano orientamenti di ricerca differenti, e che, in quanto tali, è difficile definirne a priori le discipline costituenti. Qualunque indirizzo di studio che a esse possa connettersi, sia esso scientifico, psicologico o filosofico, può fornire utili contributi a questa multi-scienza in fieri. Ogni disciplina che si occupi di neuroni, di psiche o del pensiero, evoca processi mentali, quindi vi rientra di diritto. Pertanto, non si può escludere che in futuro l'ambito delle scienze cognitive possa ulteriormente allargarsi, comprendendo nuove discipline che direttamente o indirettamente le riguardino.

## Quadro storico

### Origini
È possibile far risalire l'origine dell'indagine sul funzionamento della mente alla logica matematica, col suo intento di universalizzazione e schematizzazione del ragionamento, e in particolare riconoscere in David Hilbert e nel suo Entscheidungsproblem il primo nucleo cognitivista. La necessità di dimostrare la coerenza della matematica al suo interno richiedeva un'universalità e un'analiticità del ragionamento che è stata vista come il movente principale dei successivi sviluppi. In realtà le scienze cognitive nascono come multidisciplinari verso l'inizio degli anni ottanta negli USA e si muovono prevalentemente in molte altre direzioni, neurofisiologiche, psicologiche, filosofiche, ecc.
Sotto il punto di vista logico-matematico oltre a Kurt Gödel, anche Alan Mathison Turing ha dato una sua dimostrazione dell'indecidibilità della matematica, ma egli emerge soprattutto per la sua "macchina pensante". Essa è una macchina ideale che sarebbe in grado di eseguire qualunque algoritmo (in questa fase non ci si preoccupa del tempo necessario a farlo). Essa, nella sua variante più complessa (la macchina di Turing universale), riunisce più macchine di Turing, somigliando così parecchio all'attuale computer, che calcola appunto diversi algoritmi (si potrebbe associare ogni macchina di Turing a un programma gestito da un odierno calcolatore). Turing dimostrò che non è possibile per una siffatta macchina calcolare la veridicità di ogni proposizione matematica. La macchina creata per questa dimostrazione ebbe però molti più utilizzi: oltre al contributo dato all'informatica, anche gli psicologi e i filosofi iniziarono a interessarsene, convinti che anche la mente potesse operare per algoritmi.
In realtà, oltre a questa importante linea di ricerca, che concerne direttamente l'AI (Artificial Intelligence), l'origine delle scienze cognitive sta in un indirizzo di ricerca neuroscientifico che vede alla Harvard University un primo gruppo di ricercatori operativi dal 1980-81. A essi si affianca presto il MIT di Boston con altri studiosi, che fanno nascere il "Journal of Cognitive Neuroscience". Segue la pubblicazione di opere basilari come The Wet Mind. The new cognitive neuroscience da parte di Stephen Kosslyn e Oliver Koenig e poi The cognitive neuroscience di Michael Gazzaniga.

### Il dominio del comportamentismo
Vennero così letti in quest'ottica risultati come quelli ottenuti in Russia da Ivan Pavlov, portando al legame tra comportamentismo in psicologia e riduzionismo in filosofia, legame che raggiungerà il suo apice con la popolarità di Burrhus Skinner. L'idea che la mente operi per algoritmi viene così a intrecciarsi con la convinzione che quello che veniva definito stato mentale altro non fosse che il risultato di una certa conformazione elettrica nel cervello che portava a un particolare comportamento (concezione ancora più radicale della teoria dell'identità). Ogni introspezione viene quindi rifiutata e bollata come illogica e non scientifica (posizione simile a quella del Positivismo), in quanto l'unica cosa reale è il comportamento esteriore: famoso è in questo senso l'esperimento di Pavlov sulla salivazione del cane, ottenuta facendogli associare il suono di un campanello all'arrivo del cibo, grazie alla somministrazione simultanea di questi due per un gran numero di volte.

### Le critiche a Skinner e la nascita del funzionalismo
Le idee meccaniciste di Skinner avevano alcuni difetti: Noam Chomsky dimostrò come le definizioni di "stimolo", "risposta", "comportamento" e "apprendimento" rimandassero l'una all'altra, senza una definizione indipendente. Anche le grandezze osservate e i metodi per osservarle rinviano le une agli altri in un circolo vizioso. Questo rendeva impossibile distinguere tra lo stimolo condizionante e il comportamento condizionato con il rigore scientifico che proprio i comportamentisti si attribuivano.
Va inoltre considerato che non sempre gli animali di Pavlov reagivano agli stimoli: il condizionamento si rivelava quindi non scientifico non tanto perché non falsificabile, bensì perché "falsificato".
Una critica sul fronte opposto del dipolo comportamentismo-riduzionismo (o teoria dell'identità, secondo le versioni) venne da Hilary Putnam. Il filosofo statunitense criticò la teoria dell'identità servendosi di un famoso gedankenexperiment, l'esperimento dei superspartani.
Queste (ed altre) critiche contribuirono a demolire l'edificio comportamentista e a spingere verso qualcosa di nuovo, cosa di cui si rese conto George Armitage Miller l'11 settembre 1956, dopo aver lasciato un convegno sull'argomento. Quel "qualcosa di nuovo" erano le scienze cognitive.

## Le idee di base
Le scienze cognitive prendono le mosse dal comportamentismo abbandonando la teoria dell'identità e passando al funzionalismo che Putnam aveva elaborato proprio in quel periodo: esso reintroduce l'esistenza degli stati mentali da un lato, mentre dall'altro li allontana dal legame con le configurazioni elettriche cerebrali; uno stesso stato mentale può essere causato da differenti configurazioni cerebrali e anche da differenti apparati: un esempio classico di ciò è il fatto che OGNI animale prova dolore, dall'insetto al mammifero. Essi avranno anche cervelli profondamente diversi, ma lo stato mentale è sempre quello: a variare è proprio la configurazione cerebrale che realizza quello stato (ma che è quindi qualcosa di meno). Questo punto di vista permette tra l'altro anche di giustificare l'idea che un giorno ci possa essere un'intelligenza artificiale, cioè un manufatto capace di avere stati mentali.

### Il pensiero come calcolo
Viene tuttavia conservata l'idea a monte del comportamentismo, cioè che il pensiero possa essere ricondotta in ultima analisi a puro calcolo (quindi alla concezione del cervello come macchina di Turing). Questa tesi è vista oggi perlopiù come un riduzionismo cognitivo che elimina (eliminativismo) aspetti delle funzioni mentali non riducibili alla meccanicità del calcolo.
Si vede in questo senso il cervello (così come un computer) come un manipolatore di simboli: ogni informazione è un simbolo, e viene elaborata seguendo regole codificate e ben precise. La base della conoscenza quindi è, come sostiene Noam Chomsky oggi e come disse già Kant trecento anni fa, formata da regole e, in senso più moderno, da istruzioni informatizzate.
Un esempio di questa concezione può venire dall'informatica: tutti i processi complessi della mente possono essere ridotti alla manipolazione di simboli secondo precise regole (e quindi a "calcoli") esattamente come un videogioco dalla grafica fotorealistica è formato in ultima analisi da tanti "zero" e "uno" del codice binario che lo compone. In questi casi il risultato (la grafica fotorealistica) è maggiore della mera somma delle sue componenti (gli "zeri" e gli "uni" del codice binario). Lo stesso vale per la mente.

### Le forme a priori della mente
Per giustificare questa concezione si postula l'esistenza di forme a priori simili a quelle kantiane che si fanno garanti della conoscibilità dell'ambiente esterno e della cognizione. Esse sono indipendenti dall'esperienza (poiché è essa a fondarsi su queste strutture) e sono enti sì mentali (quindi interiori) ma reali.
Come si può notare, le scienze cognitive devono molto all'opera del filosofo tedesco, e infatti Jerry Fodor - le presenta come "un'indagine sperimentale sulle radici della Critica della Ragion Pura di Kant".
Che ci siano processi cognitivi indipendenti dall'esperienza è oramai ampiamente documentato: anche le popolazioni primitive che per contare usano solo tre parole (cioè "Uno", "Due" e "Più di due") sono in grado di distinguere fra cinque e sei oggetti, anche se non sanno definire la differenza. Allo stesso modo Chomsky ha mostrato che gran parte della linguistica ha un principio innato. Egli è famoso per i suoi studi sui neonati (anche con meno di un'ora di vita), evidenziando come siano già in grado di ricondurre un'espressione facciale al sentimento che simboleggia (capiscono che un sorriso vuol dire "felicità" pur non avendone mai visto uno) e come riescano ad acquisire in fretta una lingua (abilità che viene poi persa con la crescita).

### I diversi livelli strutturali
David Marr suggerì di dividere l'architettura cognitiva in tre livelli, per spiegare meglio la cognizione. Essi sono:
1. Livello della computazione
2. Livello degli algoritmi
3. Livello dei meccanismi.

Si possono anche rinominare in questo modo, più chiaro, come fa Massimo Piattelli Palmarini:
1. Livello delle conoscenze
2. Livello dei simboli
3. Livello materiale (o biologico).

Questi si differenziano notevolmente, pur restando intrecciati: per esempio, la comprensione nella comunicazione può risultare anche fortemente alterata a seconda dell'insieme di simboli usati (pensiamo all'utilizzo di una lingua che l'altro non conosce): il passaggio di conoscenza avviene solo mediante un insieme di simboli condivisi dai due interlocutori, insiemi però tutti equivalenti (non cambia niente a spiegare una cosa in inglese o in francese o in tedesco se entrambi gli interlocutori sanno parlare tutte e tre le lingue allo stesso livello).
Un esempio di ciò potrebbero essere i seguenti simboli:
54, LIV, "Cinquantaquattro", "Fifty-four" o (5x10)+4.
Essi rimandano tutti alla medesima conoscenza, ma sono simboli differenti per rappresentare tale conoscenza. Potrebbero essere distinti anche a livello neurobiologico: fare operazioni con i numeri romani è più arduo che con i numeri arabi, e la differente difficoltà potrebbe portare a diverse configurazioni elettriche nel cervello.
Il livello I è solo semantico, mentre il livello II è solo simbolico: una frase senza senso ma grammaticamente impeccabile ha problemi solo al livello I, mentre l'inglese di un principiante, pur causando problemi al livello II, può far comunque arrivare l'informazione che si voleva trasmettere. Bisogna inoltre considerare che possono esistere più algoritmi per ottenere la medesima soluzione (per esempio per fare una moltiplicazione si può fare mentalmente con le tabelline, oppure sommare lo stesso numero a sé stesso n volte, dove n è il secondo numero, o ancora usare una calcolatrice, che fa uso di un algoritmo ancora differente: il risultato sarà sempre lo stesso). Non c'è quindi una corrispondenza biunivoca tra algoritmi e soluzioni: una sola soluzione, tanti algoritmi.
Allo stesso modo, in psicologia cognitiva si considera ogni livello indipendente da quelli più bassi. Così come le conoscenze non dipendono dai simboli, le conoscenze e i simboli insieme non dipendono dal livello materiale, per cui è possibile utilizzare gli stessi livelli I e II su un differente livello III (un automa, per esempio). Questa è la giustificazione del fatto che la teoria dell'identità è erronea e che si può (e anzi si deve) fare scienza separando i due ambiti.

## Funzioni e modelli
L'iniziatore di una modellistica cognitiva delle funzioni mentali può essere considerato Ulric Neisser, che partendo da premesse di tipo psicologico ha poi elaborato molti fondamenti delle moderne scienze cognitive contro il riduzionismo di alcuni indirizzi neurofisiologici nel suo celebre testo Cognitive Psychology. La sua innovatività consiste in una visione pluralistica delle funzioni mentali, che da un lato nega il dualismo, ma che dall'altro mostra l'inconsistenza dell'approccio riduzionistico.
All'inizio degli anni ottanta Jerry Fodor pubblica il suo The modularity mind, col quale propone una nuova modellizzazione delle funzioni mentali in cui vede i meccanismi cognitivi strutturati in maniera "modulare". Per Fodor la mente funziona "per moduli" derivanti da sistemi di input; le funzioni mentali per Fodor sono pertanto "stimoli" all'operare del cervello in un certo modo o in un altro.

## Ricercatori famosi
- Alfonso Caramazza
- David Chalmers
- Noam Chomsky
- Daniel Dennett
- Gerald Edelman
- Jerry Fodor
- Douglas Hofstadter
- Philip Johnson-Laird
- Christopher Longuet-Higgins
- Marvin Minsky
- Ulric Neisser
- Seymour Papert
- Steven Pinker
- John Searle
- Herbert Simon